# Machaerium violaceo-purpureum
Machaerium violaceo-purpureum là một loài thực vật có hoa trong họ Đậu. Loài này được Duchass. & Walp. miêu tả khoa học đầu tiên.